# Gustaw Bator
Gustaw Bator (ur. 17 kwietnia 1907 w Krakowie, zm. 13 maja 1955 tamże) – polski piłkarz występujący na pozycji napastnika lub pomocnika, reprezentant Polski w latach 1931–1932, trener piłkarski.

## Kariera klubowa
Grę w piłkę nożną rozpoczął w klubie Nadwiślan Kraków. Następnie występował w KS Grzegórzecki oraz Garbarni Kraków. W jej barwach w sezonie 1931 wywalczył mistrzostwo Polski. W latach 1935–1939 grał w Kotwicy Pińsk oraz KS Chełmek. Podczas II wojny światowej występował w barwach Cracovii i Wisły Kraków w spotkaniach towarzyskich oraz Okupacyjnych Mistrzostwach Krakowa. Pod koniec czerwca 1942 był osadzony w więzieniu Montelupich pod zarzutem zamachu na niemiecki pociąg pod Krakowem. W 1945 rozpoczął występy w MKS Kraków, gdzie pozostał przez trzy lata, kończąc karierę w 1948 roku.

## Kariera reprezentacyjna
W reprezentacji Polski zadebiutował w rozegranym 14 czerwca 1931 spotkaniu z Czechosłowacją. Ostatni występ zanotował w następnym roku. Łącznie zagrał w trzech meczach, strzelił jedną bramkę.

### Bramki w reprezentacji
| LP | Data          | Miejsce                            | Przeciwnik | Bramka | Rezultat | Ranga meczu     |
| -- | ------------- | ---------------------------------- | ---------- | ------ | -------- | --------------- |
| 1. | 10 lipca 1932 | Stadion Wojska Polskiego, Warszawa | Szwecja    | 2:0    | 2:0      | Mecz towarzyski |

## Kariera trenerska
Po zakończeniu kariery piłkarskiej trenował kluby Łobzowianka Kraków, Garbarz Zembrzyce oraz Unia Pionki.

## Sukcesy
Garbarnia Kraków
- mistrzostwo Polski: 1931